# Reinhard Moos

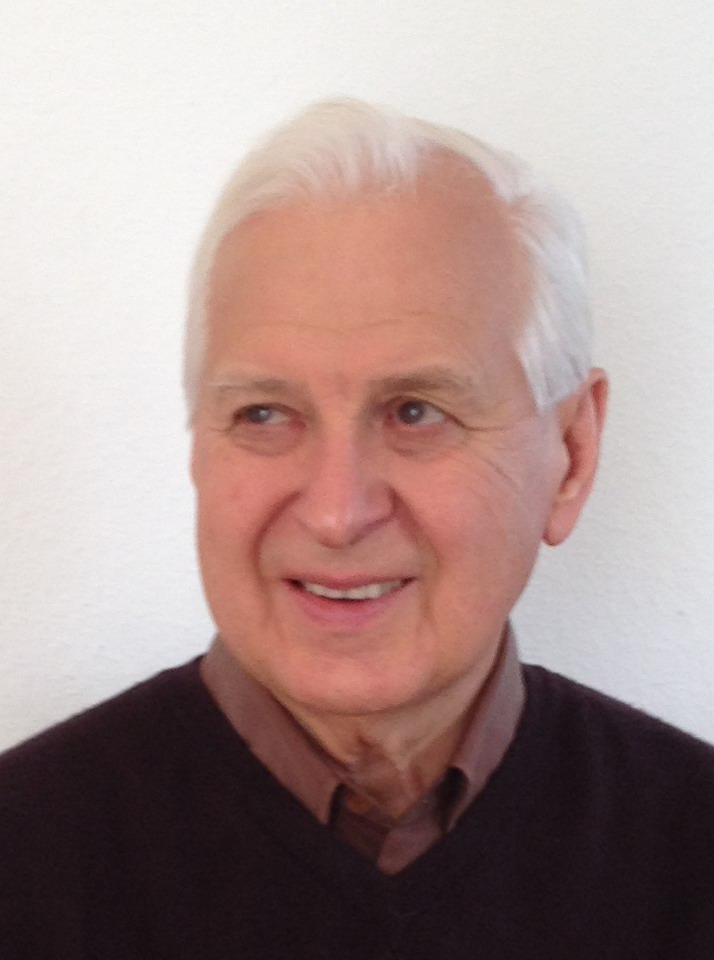
Reinhard Moos, 2014

Reinhard Moos (* 29. April 1932 in Darmstadt) ist ein deutscher und österreichischer Jurist, der sich vor allem mit Rechtsvergleichung und österreichischem Strafrecht, insbesondere auch mit der Rehabilitierung von Opfern der NS-Justiz beschäftigt hat und beschäftigt. Als ordentlicher Professor für Strafrecht und Strafprozessrecht lehrte er von 1972 bis 1976 an der Universität Graz und ab 1976 bis zu seiner Emeritierung 1998 an der Johannes Kepler Universität in Linz.

## Leben und Wirken
Reinhard Moos wurde in Darmstadt als jüngstes von zwei Kindern geboren. Sein Vater war bei der Bundesbahn beschäftigt. In Ludwigshafen am Rhein besuchte er bis 1942 die Volksschule und die erste Klasse der Oberschule. Als sein Vater nach Danzig versetzt wurde, folgte ihm die Familie 1943 nach; vorher wurden sie aber in Ludwigshafen noch völlig ausgebombt und konnten ihr Leben nur mit knapper Not retten. Bis Januar 1945 besuchte er in Danzig die Oberschule. Dann, als die Sowjetarmee immer näher rückte, hatten sie das Glück, mit einem Lazarettzug nach Berlin fliehen zu können. Sie kamen dann bei Verwandten in Reusch (Mittelfranken) unter und überstanden das Kriegsende mit Glück im Luftschutzkeller. Das Abitur legte er 1950 in Rothenburg ob der Tauber ab.
Anschließend studierte er Rechtswissenschaften, zunächst in Würzburg, und dann ab 1952 in Freiburg im Breisgau, das ihm zu einer zweiten Heimat werden sollte. In den Ferien arbeitete er am Bau, in Fabriken oder als Möbelträger. Das Studium beendete er 1956 mit dem Referendarexamen. 1965 legte er in Stuttgart die Zweite Juristische Staatsprüfung ab, die ihn zum Dienst als Richter oder Rechtsanwalt befähigte.
Während seiner Ausbildung war Moos ab 1959 bei Hans-Heinrich Jescheck am Institut für ausländisches und internationales Strafrecht, das 1966 zum Max-Planck-Institut erhoben wurde, in Freiburg tätig. Er war Referent für die deutschsprachigen Länder und hatte zahlreiche Rechtsgutachten zu erstatten, vor allem für das Ministerium der Justiz in Bonn, der Hauptstadt der BRD. Später war er auch für die Redaktion der ZStW (Zeitschrift für die gesamte Strafrechtswissenschaft) verantwortlich.
1962 betraute ihn Jescheck mit einer Dissertation über die Entwicklung des Verbrechensbegriffs in Österreich, die allmählich zu einem Werk von 690 Schreibmaschinenseiten über den Sinn- und Strukturwandel des Verbrechensbegriffs in Österreich von 1768 bis zum Ende des 19. Jahrhunderts heranwuchs. 1965 legte Moos das Rigorosum ab, mit der Note summa cum laude. Ab diesem Jahr war Moos am Institut nur mehr als Referent für Österreich zuständig; die Länder Deutschland und Schweiz hatten andere Kollegen übernommen.
1972 habilitierte sich Moos in Freiburg mit einer Arbeit „Die Unzumutbarkeit als allgemeiner übergesetzlicher Entschuldigungsgrund“ für die Fächer Deutsches und ausländisches Straf- und Strafprozessrecht. Noch vorher war er von Jescheck für einen Lehrstuhl an der Universität Graz vorgeschlagen worden, und im November 1972 wurde er tatsächlich zum Ordentlichen Universitätsprofessor für Strafrecht und Strafprozessrecht an der Universität Graz ernannt, wo er bald auch Institutsvorstand wurde. Obwohl ihm die liebe alte Stadt bald ans Herz wuchs, wurde er doch in Graz nie so recht heimisch.
In Moos‘ Grazer Zeit fiel die Entstehung eines neuen Strafgesetzbuches (unter dem sozialistischen Justizminister Christian Broda), das sich die Prävention durch Wertintegration statt des Vergeltungsprinzips zum Ziel setzte. Obwohl selbst kein Sozialist, war Moos ein entschiedener Verfechter von Brodas Reformideen und wurde dafür angefeindet, ja sogar zum Kommunisten gestempelt. Ein Höhepunkt der politischen Differenzen war 1976 in einer Fakultätssitzung, wo über die Wiederverleihung des Doktortitels an den ehemaligen SS-Obersturmführer Erich Rajakowitsch, einen engen Mitarbeiter Eichmanns, verhandelt wurde. Der Antrag wurde schließlich abgelehnt, aber die Diskussion bewirkte, dass Moos den schon früher erfolgten Ruf auf die zweite Lehrkanzel für Strafrecht (mit zusätzlicher Venia legendi für Kriminologie) in Linz endgültig annahm.
In Linz konnte Moos nun Wurzeln fassen, auch dank seiner Frau Helene Lerch, einer Linzerin, die er zufällig auf einer Zugfahrt kennengelernt hatte und 1981 heiratete. Gemeinsam mit Sohn Gerwig (der jetzt in New York lebt) begann ein glückliches Familienleben. Moos verkaufte sein Haus im Schwarzwald, das ihm stets als Refugium gedient hatte, und kaufte ein Haus am Stadtrand von Linz.
Die besonderen beruflichen Interessen von Moos betreffen im Allgemeinen Teil des Strafrechts die Dogmatik des Verbrechensbegriffs mit den Begriffen von Unrecht und Schuld in ihren systematischen, rechtstheoretischen, rechtspolitischen und historischen Bezügen, im Besonderen Teil die vorsätzlichen Tötungsdelikte, die er ausführlich kommentiert hat. Auch die Sinngebung von Strafen und Maßnahmen sowie der Diversion war ihm sehr wichtig, und er machte die ideelle Entwicklung der Kriminologie von der Aufklärung bis zur Gegenwart zum Gegenstand einer Vorlesung.
Im Zentrum der strafprozessualen Arbeiten von Moos stand zunächst die Untersuchungshaft  und dann vor allem die Reform des strafprozessualen Vorverfahrens, die 2004 beschlossen wurde und 2008 in Kraft trat. In maßgeblichen Kreisen wurde er als „geistiger Vater dieser Reform“ bezeichnet. Die Staatsanwaltschaft ist nun nicht mehr auf die formale „Transportfunktion“ des Prozessstoffes an das Gericht beschränkt, sondern nimmt die Aufgabe der richterlichen Voruntersuchung, die früher der Untersuchungsrichter hatte, selbst wahr. Sie macht den Verdächtigen schon durch die ersten Ermittlungshandlungen automatisch zum Beschuldigten und lässt ihm damit eine eigene Rechtsposition zukommen.
Moos' letzter großer Interessenschwerpunkt ist aber die Bewältigung der politischen Vergangenheit auf dem Gebiet der nationalsozialistischen Militärjustiz. Besonders hat ihn das Schicksal des oberösterreichischen Bauern Franz Jägerstätter berührt, der den Kriegsdienst als katholischer Christ aus Glaubensgründen verweigerte und deshalb 1943 zum Tode verurteilt und hingerichtet wurde. Vom juristischen Standpunkt ging es dabei um die Frage, ob Strafurteile, die zwar zur NS-Zeit dem damaligen Gesetz entsprachen, nunmehr als Unrecht angesehen werden können oder müssen, da sie gegen die Menschenrechte und damit gegen die Gerechtigkeit verstießen. Diese Meinung hat Moos gegen die österreichische formalpositivistische Rechtslehre bejaht. Daraus folgt die juristische und moralische Rehabilitierung des Widerstands gegen den nationalsozialistischen Staat. Schließlich wurde Moos, obwohl bekennender Protestant, zum juristischen Gutachter für das Seligsprechungsverfahren Jägerstätters beim Vatikan bestellt, das 2007 erfolgreich abgeschlossen werden konnte. Dieselbe Problematik trifft auch für die den Kriegsdienst verweigernden Zeugen Jehovas zu, für die sich Moos ebenfalls eingesetzt hat.
Moos unterstützte auch die Initiativen der Grünen-Fraktion im österreichischen Parlament zur umfassenden juristischen Rehabilitierung von Opfern der Militärjustiz und Deserteuren der NS-Zeit durch Aufsätze und Gesetzentwürfe. Nach zehnjährigen Bemühungen gelang es so schließlich, die pauschale Rehabilitierung der Deserteure zu erreichen.  Auf sein Gutachten gehen auch die Bemühungen zur Rehabilitierung des Priesters Johannes Gruber zurück, der im KZ Gusen 1944 ermordet worden ist.
Für Reinhard Moos ist „Recht sowohl eine äußere Ordnungsnorm als auch eine geistige Macht, die in der Sozialethik gründet und in der Gesetz und Wert untrennbar zusammengehört“. Von Moos stammt auch der bemerkenswerte Satz „Mit dem Schutz des Einzelnen schützt der Staat sich selbst gegen ein Übermaß seiner Macht“. So hat der Verein der Österreichischen Staatsanwältinnen und Staatsanwälte im Jahr 2014 beschlossen, Moos den „Wolfgang-Swoboda-Preis für Menschlichkeit im Strafverfahren“ zu verleihen, der ihm im Februar 2015 überreicht werden soll.
Privat gilt die Vorliebe von Moos der Teilhabe an der schöpferischen Kraft der Natur, sei es durch intensive Gartenarbeit oder durch begeistertes Fotografieren. Moos ist auch ein Sammler. Bemerkenswert sind seine große wissenschaftliche Bibliothek, seine Sammlungen alter österreichischer Bauernkeramik und künstlerisch wertvoller Kinderbilderbücher.

## Werke (Auswahl)
- Der Verbrechensbegriff in Österreich im 18. und 19. Jahrhundert. Sinn- und Strukturwandel, Bonn 1968, 543 Seiten (Rechtsvergleichende Untersuchungen zur gesamten Strafrechtswissenschaft. N. F. 39)
- Die Untersuchungshaft in Österreich. Landesbericht, in: Die Untersuchungshaft im deutschen, ausländischen und internationalen Recht. Hrsg. von Jescheck/Krümpelmann, Bonn 1971, 347 f 202 Seiten (Rechtsvergleichende Untersuchungen zur gesamten Strafrechtswissenschaft. N. F. 45)
- Zur Reform des Strafprozeßrechts und des Sanktionenrechts für Bagatelldelikte, Wien 1981, 246 Seiten (Linzer Universitätsschriften. Monographien 7)
- Polizei und Strafprozeß. Gutachten. Verhandlungen des 14. ÖJT in Wien 2000, Bd. IV/1 Strafrecht, Wien 2000, 156 Seiten
- §§ 75 – 79 StGB (Vorsätzliche Tötungsdelikte), in: Wiener Kommentar zum Strafgesetzbuch, 2. Aufl. Hrsg. von Höpfel/Ratz, 33. bis 35. Lfg, Wien 2002, 187 Seiten
- § 4 (Schuldgrundsatz), in: SbgK. Hrsg. von Triffterer/Rosbaud/Hinterhofer, 10. Lfg., Wien 2004, 76 Seiten
- § 10 StGB (Entschuldigender Notstand), in: SbgK. Hrsg. von Triffterer/Rosbaud/Hinterhofer, 12. Lfg., Wien 2005, 60 Seiten
- Franz von Liszt als Österreicher, in: Franz von Liszt zum Gedächtnis. Zur 50. Wiederkehr seines Todestages, Berlin 1969, 116–138; zugleich in: ZStW 81 (1969), S. 660–682
- Die vorbeugenden Maßnahmen im neuen österreichischen Strafrecht, in: Zum neuen Strafrecht. Richterwoche 1973, Wien BMJ 1974, S. 53–57
- Die finale Handlungslehre, in: StPdG 2 (1974), S. 5–41
- Die Reformbewegung des Strafrechts in Österreich, der Schweiz und Bundesrepublik Deutschland, in: Wilburg-Festschrift, Hrsg. von der Grazer Rechts- und Staatswissenschaftlichen Fakultät, Graz 1975, 253–287
- Die gesellschaftliche Funktion des Strafrechts und die Strafrechtsreform, RZ 1977, S. 229–236
- Die Tötung im Affekt im neuen österreichischen Strafrecht, ZStW 89 (1977), 796–848
- Die authentische Interpretation der Strafschärfung beim Rückfall nach § 39 StGB und der Schuldbegriff, ÖJZ 1980, S. 113–123, 143–156, 169–173
- Zum Stand der österreichischen Verbrechenslehre aus der Sicht einer gemeinrechtlichen Tradition, ZStW 93 (1981), S. 1023–1043
- Die mangelnde Strafwürdigkeit bei Bagatelldelikten nach § 42 österr. StGB, ZStW 95 (1983), S. 153–219
- Die Zweiteilung der Hauptverhandlung im Strafprozeß, ÖJZ 1983, S. 561–569, 593–601
- Grundstrukturen einer neuen Strafprozeßordnung. Referat, Verh. des 9. ÖJT, Wien 1985, Bd. II/3 Strafrecht, Wien 1986, S. 53–148, 355–373
- Systematische Betrachtungen zum Vorverfahren, in: Neue Wege im strafrechtlichen Vorverfahren. Tagung der Österreichischen Sektion der ÖJK 1985, Wien 1985, 73–103 (Schriftenreihe des BMJ 27)
- Beschuldigtenstatus und Prozeßrechtsverhältnis im österreichischen Strafverfahren, in: Festschrift für Hans-Heinrich Jescheck zum 70. Geburtstag. Hrsg. von Vogler, Berlin 1985, Bd. 1, S. 725–755
- Zur Reform der bedingten Entlassung aus dem Strafvollzug, AnwBl 1986, S. 441–444
- Die Reform der Rechtsmittel im Strafprozeß, in: Gesamtreform des Strafverfahrens. Internationales Christian-Broda-Symposion. Bad Homburg v. d. H. 1986. Hrsg. von Schreiber/Wassermann, Neuwied und Darmstadt 1987, S. 177–191
- Carl Stooß in Österreich, SchwZStrR 105 (1988), S. 35–79
- Die ethischen Grundlagen des Strafrechts, in: Dimensionen und Perspektiven des Rechts. Festschrift für Wilhelm Rosenzweig zum 80. Geburtstag. Hrsg. von Machacek/Kostelka/Martinek, Wien 1988, S. 399–426
- Juristen versus Soziologen. Was bei der Einführung der Konfliktregelung aus juristischer Sicht zu beachten wäre, in: Wiener Zeitung. EXTRA zum Wochenende v. 25. November 1988, 3
- Die Ausdehnung der Nichtigkeitsbeschwerde auf die Beweiswürdigung nach § 281 Abs. 1 Z 5a StPO, ÖJZ 1989, S. 97–106, 135–144
- Positive Generalprävention und Vergeltung, in: Strafrecht, Strafprozeßrecht und Kriminologie. Festschrift für Franz Pallin zum 80. Geburtstag. Hrsg. von Melnizky/O. F. Müller, Wien 1989, S. 283–318
- Grundlinien und Standortbestimmung des österreichischen Strafprozeßrechts, in: Der Strafprozeß im Spiegel ausländischer Verfahrensordnungen. Hrsg. von Jung, Berlin 1990, S. 47–82
- Der Einfluß Cesare Beccarias auf das österreichische Strafrecht, JBl 1991, S. 69–85
- Ausgewogene Kommunikationsstruktur der Hauptverhandlung durch Wechselverhör und Teilung in zwei Abschnitte, ZStW 103 (1991), S. 553–583
- „Tatausgleich“ statt Strafe in Österreich, SchwZStrR 1993, S. 56–80
- Vergangenheitsbewältigung der Militärgerichtsbarkeit. Auch ein Beitrag zu Franz Jägerstätter, JRP 1994, S. 135–148
- Das strafprozessuale Legalitätsprinzip in Österreich im Umbruch, in: Festschrift für Koichi Miyazawa. Hrsg. von Kühne, Baden-Baden 1995, S. 635–672
- Die Wahrheitspflicht des Beschuldigten. Reformforderung an den Gesetzgeber, Juridikum 4/1995, S. 31–36
- Richter und Strafrechtsreform, JBl 1996, S. 345–361
- Der Schuldbegriff im österreichischen StGB, in: Festschrift für Otto Triffterer zum 65. Geburtstag. Hrsg. von Schmoller, Wien 1996, S. 169–202
- Grundsatzfragen der Reform des Vorverfahrens, ÖJZ 1996, S. 886–902
- Sozialadäquanz und objektive Zurechnung bei Tatbeiträgen im Finanzstrafrecht, in: Aktuelles zum Finanzstrafrecht, Beiträge der Finanzstrafrechtlichen Tagung Linz 1996. Hrsg. von Leitner, Wien 1996, 85–115; Aktualisierung 2005, in: Finanzstrafrecht 1996–2002. Hrsg. von Leitner, Wien 2006, S. 113–115
- Der Außergerichtliche Tatausgleich für Erwachsene als strafrechtlicher Sanktionsersatz, JBl 1997, S. 337–357
- Die Aufhebung der Todesurteile der NS-Militärgerichtsbarkeit, JRP 1997, S. 253–265
- Die Irrtumsproblematik im Finanzstrafrecht, in: Aktuelles zum Finanzstrafrecht. Beiträge der Finanzstrafrechtlichen Tagung Linz 1997. Hrsg. von Leitner, Wien 1998, 101–143; Aktualisierung 2005, in Finanzstrafrecht 1996–2002. Hrsg. von Leitner, Wien 2006, S. 182–184
- Die Rehabilitierung Franz Jägerstätters durch das Landgericht Berlin. In: Neues Archiv für die Geschichte der Diözese Linz. Heft 1, 1998/99, S. 26–30, ooegeschichte.at [PDF].
- Menschenrechte und Polizei in geschichtlicher Entwicklung, in: Menschenrechte und Staatsgewalt. Hrsg. von Féherváry/Stangl, Wien 2002, S. 21–54
- Recht und Gerechtigkeit. Kriegsdienstverweigerung im Nationalsozialismus und die Zeugen Jehovas, in: Vergessene Opfer des Nationalsozialismus. Hrsg. von R. Steininger, Innsbruck 2002, S. 23–55
- Die Stellung der Staatsanwaltschaft im strafprozessualen Vorverfahren. Vom formalen zum materiellen Rechtsdenken, in: Staatsanwaltschaft im 21. Jahrhundert. Aufgaben –  Positionen – Perspektiven. Hrsg. von Pilgermair, Wien 2001, S. 59–102
- Objektive Zurechnung und sozialadäquates Verhalten bei wertneutraler Gehilfenschaft, in: Festschrift für Stefan Trechsel zum 65. Geburtstag. Hrsg. von Donatsch/Forster/Schwarzenegger, Zürich 2002, S. 477–504
- Die Reform der Hauptverhandlung, ÖJZ 2003, 321–332, S. 369–381
- Die juristische Rehabilitierung der Opfer der NS-Militärjustiz, in: Österreichische Opfer der NS-Militärgerichtsbarkeit – Rehabilitierung und Entschädigung. Hrsg. von Kohlhofer/Moos, Wien 2003, S. 65–90
- Absprachen im Strafprozeß, RZ 2004, S. 56–65
- Die Strafbarkeit juristischer Personen und der Schuldgrundsatz, RZ 2004, S. 98–105
- Die subjektive Sorgfaltswidrigkeit bei der Fahrlässigkeit als Unrechtselement, in: Festschrift für Manfred Burgstaller zum 65. Geburtstag. Hrsg. von Medigovic/Grafl, Wien 2004, S. 111–132
- Der allgemeine übergesetzliche Entschuldigungsgrund der Unzumutbarkeit in Deutschland und Österreich, ZStW 116, 2004, S. 891–914
- Das Anerkennungsgesetz 2005 und die Vergangenheitsbewältigung der NS-Militärgerichtsbarkeit in Österreich, JRP 2006, S. 182–196
- Die Anwesenheit des Verteidigers bei Vernehmungen des Beschuldigten im Vorverfahren, in: Festschrift für Roland Miklau. Hrsg. von Moos/Jesionek/O. F. Müller, Wien 2006, S. 331–351
- Die Abgrenzung von Versuch/Vollendung als Nichtigkeitsgrund, JBl 2008, S. 341–347
- Die Begründung der Geschworenengerichtsurteile, JBl 2010, S. 73–87
- Das Anerkennungs- und Rehabilitationsgesetz 2009, JRP 2010, S. 146–158
- Wozu brauchen wir Staatsanwälte?, in: Strafverfolgung auf dem Prüfstand. Tagung der ÖJK in Attersee, Wien 2012, S. 19–31 (Kritik und Fortschritt im Rechtsstaat Bd. 38)
- Die objektive Unrechtszurechnung bei Vorsatzdelikten, JBl 2013, S. 477–487

## Ehrungen
- Preis der Freiburger Rechts- und Staatswissenschaftlichen Fakultät für das Rigorosum 1965
- Silbernes Ehrenzeichen des Landes Oberösterreich 2012
- Österreichisches Ehrenkreuz für Wissenschaft und Kunst I. Klasse, 2012
- Wolfgang-Swoboda-Preis für Menschlichkeit im Strafverfahren 2015[30]